# Славянское неоязычество в Чехии
Славянское неоязычество (родноверие) имеет распространение в Чехии (чеш. slovanské novopohanství, rodnověří, rodná víra).
В 1839 году врач и учитель Карел Славой Амерлинг основал «Братство верующих новой славянской религии» (чеш. «Bratrstvo Věrníků Nového Náboženství Slávského»), учение которого рассматривается как пантеизм и как средство чешского национального возрождения; однако группа была запрещена австрийскими властями год спустя, в 1840 году.
Первые неоязыческие группы, возникшие в Чехии в 1990-х годах, были ориентированы на германское неоязычество и кельтский друидизм. Современное родноверие в Чехии возникло в 1995—1996 годы, когда были основаны две группы: «Народный фронт кастистов» (чеш. «Národní Front Castistů», где «кастисты» возникло как неологизм от лат. castus, «чистый») и группа «Радгошть» (чеш. «Radhoŝť»), созданная уроженцем Неаполя антропологом и профессором славянских языков Джузеппе Майелло (славянское имя Дерван) среди студентов философского факультета Карлова университета в Праге. Две группы, переименованные соответственно в «Род Яровита» и «Род Макоши», объединились в 2000 году и образовали Содружество «Родная вера» (чеш. Společenství «Rodná Víra»).
В 1995 году один из будущих основателей организации Радек Микула (Ратько) установил контакты с Вадимом Казаковым, главой российского родноверческого «Союза славянских общин». Связи продолжались в 2000-х годах, в результате чего Содружество «Родная вера» стало официальной подгруппой российской организации до 2002 года. Одновременно она поддерживала связи с польскими и словацкими родноверами. В середине 2000-х Содружество «Родная вера» было официально зарегистрирована правительством Чехии, но внутренние разногласия привели к отмене регистрации в 2010 году и преобразованию в неформальное объединение. Конфликты возникли вокруг вопроса интерпретации древнеславянской религии: «Род Яровита» сосредоточился на индоевропейской религии и её социальном трифункционализме, «Род Макоши» — на поклонении богине-матери неолитической Европы, тогда как группы, появившиеся позже, такие как «Род Велеса», не фокусировались на чём-либо.
С 2007 года руководителем является Рихард Бигл (Хотебуд). Организация устраивает ежегодные праздники и отдельных обряды посвящения, осуществляет реконструкцию священных мест, связанных со славянскими божествами, и распространение знаний о славянской духовности в чешском обществе. Между 2000 и 2010 годами она имела сложную структуру, и составила «Кодекс родной веры», принятый собранием в 2006 году. Представители Содружества «Родная вера» решительно отвергли «Велесову книгу». Однако современное объединение полностью адогматично и аполитично, и отказывается «вводить прочный религиозный или организационный порядок» из-за прошлых внутренних конфликтов. Хотя Содружество «Родная вера» больше не включает структурированные территориальные группы, её поддерживают отдельные сторонники, по всей Чехии.
В 2013 году Анна-Мария Досталова писала, что всё неоязыческое сообщество в Чехии, включая родноверов, а также представителей других неязыческих направлений, было небольшим.